# Jason Bretfelean
Jason Dylan Bretfelean é um modelo e ex-futebolista nascido em 2004, natural de Haiderabade. Em 26 de novembro de 2023, na Tailândia, ele se tornou o primeiro indiano a ganhar o título de concurso Mister Global . 

## Biografia
Bretfelean nasceu em 2004 em Haiderabade, no estado indiano de Telanganá. 
Ainda jovem demonstrou interesse por instrumentos musicais de percussão e obteve certificação de grau 7 do Associated Board of the Royal Schools of Music ( ABRSM ) em Londres . Ainda jovem, atuou como futebolista em times da Índia e da Romênia. No entanto, sua jornada esportiva encontrou um obstáculo em dezembro de 2021 devido lesões no ligamento cruzado anterior (LCA). 
Aos 19 anos participou do concurso Rubaru Mister Índia 2023 realizado em Goa, e foi um dos vencedores, recebendo o título de Mister Índia Global 2023. No Mister Global 2023, realizado em 26 de novembro de 2023, no Maha Sarakham, na Tailândia, 36 competidores competiram pelo título. Ao final do evento, Jason foi o vencedor e ainda ganhou o prêmio de Mister Body Perfect.
Jason cursa Administração, tem 1,88 metros de altura  e é fluente em hindi, tagalo, inglês e romeno.